# Ponnur
Ponnur è una suddivisione dell'India, classificata come municipality, di 56.504 abitanti, situata nel distretto di Guntur, nello stato federato dell'Andhra Pradesh. In base al numero di abitanti la città rientra nella classe II (da 50.000 a 99.999 persone).

## Geografia fisica
La città è situata a 16° 4' 0 N e 80° 34' 0 E e ha un'altitudine di 7 m s.l.m..

## Società

### Evoluzione demografica
Al censimento del 2001 la popolazione di Ponnur assommava a 56.504 persone, delle quali 28.386 maschi e 28.118 femmine. I bambini di età inferiore o uguale ai sei anni assommavano a 5.908, dei quali 3.102 maschi e 2.806 femmine. Infine, coloro che erano in grado di saper almeno leggere e scrivere erano 38.534, dei quali 20.639 maschi e 17.895 femmine.